# Dolf van Asperen de Boer
Johan Rudolph (Dolf) Justus van Asperen de Boer (Amsterdam, 25 november 1935 - aldaar, 25 juli 2020) was een natuurkundige die met behulp van infraroodreflectografie (IRR) een methode ontwikkelde om ondertekeningen in schilderijen te bestuderen. Hij was een pionier op het gebied van infrarood onderzoek. Infraroodreflectografie wordt dankzij hem wereldwijd toegepast.

## Biografie
Van Asperen de Boer promoveerde in 1970 aan de Universiteit van Amsterdam in wiskunde en experimentele natuurkunde onder Gerhart Rathenau. Voor zijn bijvak wetenschapsgeschiedenis liep hij in 1961 een stage bij Paul Coremans aan het Koninklijk Instituut voor het Kunstpatrimonium te Brussel waar hij kennis maakte met de fotografische en technische documentatie van Vlaamse Primitieven. Met zijn kennis van de infraroodbewakingsapparatuur, die hij in zijn militaire dienst had opgedaan, werd hij in 1963 aangesteld bij het Centraal Laboratorium voor Onderzoek van Voorwerpen van Kunst en Wetenschap in Amsterdam met als doel een instrument te ontwikkelen dat de resultaten zou verbeteren van infraroodfotografie. Hij verkreeg zijn eerste succesvolle afbeeldingen in mei 1965. Het verschil tussen de gebruikelijke infraroodfotografie en zijn nieuw ontwikkelde infraroodreflectografie is dat de eerste geen resultaten oplevert bij blauwe en groene verflagen, terwijl de tweede wel toestaat de ondertekening onder die verflagen te lezen. Zijn proefschrift Infrared reflectography: A contribution to the examination of earlier European paintings (1970) luidde het begin van een nieuw tijdperk voor technische kunstgeschiedenis in. Daarnaast was hij een autoriteit op het gebied van verfmonsteronderzoek en röntgenopnames. 
Van 1976 tot 1997 doceerde hij aan de Rijksuniversiteit Groningen. In 1987 werd hij hoogleraar met een leerstoel Materieel onderzoek van kunstvoorwerpen. 
Hij ontving in 1994 de Karel van Manderprijs en in 1997 een eredoctoraat van de Université catholique de Louvain. In 2013 werd het 5th International Symposium Painting Techniques, History, Materials and Studio Practice (Rijksmuseum) aan hem opgedragen. Zijn bijdragen en werkzaamheden kregen in de tentoonstellingscatalogus Drunter und Drüber (Alte Pinakothek, 2011) het predicaat Nobelprijswaardig. 
Dolf van Asperen de Boer overleed op 25 juli 2020 in Amsterdam na een onverwachte en kortstondige ziekte.
Het onderzoeksmateriaal van Van Asperen de Boer vormt de kern van de collectie Technische Documentatie van het RKD-Nederlands Instituut voor Kunstgeschiedenis. Het RKD heeft een driejaarlijks seminar over technische kunstgeschiedenis naar hem vernoemd.